# Kanton Bourg-Achard
 Bourg-Achard is een kanton van het Franse departement Eure. Het kanton maakt deel uit van het arrondissement  Bernay.  

Het telt 23.806 inwoners in 2018.

Het kanton werd gevormd ingevolge het decreet van 25  februari 2014 met uitwerking op 22 maart 2015.

## Gemeenten
Het kanton Bourg-Achard omvat bij zijn oprichting 32  gemeenten, namelijk alle gemeenten van de opgeheven kantons Quillebeuf-sur-Seine en Routot.
Op 1 januari 2016 werden de gemeenten Sainte-Croix-sur-Aizier en Bourneville samengevoegd tot de fusiegemeente (commune nouvelle) Bourneville-Sainte-Croix.
Op 1 januari 2019 werden de gemeenten Fourmetot, Saint-Thurien en Saint-Ouen-des-Champs samengevoegd tot de fusiegemeente (commune nouvelle) Le Perrey. Het decreet van 5 maart 2020 heeft deze gemeente overgeheveld naar het kanton Pont-Audemer.
Sindsdien omvat het kanton volgende 29  gemeenten: 
- Aizier
- Barneville-sur-Seine
- Bosgouet
- Bouquelon
- Bouquetot
- Bourg-Achard
- Bourneville-Sainte-Croix
- Caumont
- Cauverville-en-Roumois
- Étréville
- Éturqueraye
- Hauville
- La Haye-Aubrée
- La Haye-de-Routot
- Honguemare-Guenouville
- Le Landin
- Marais-Vernier
- Quillebeuf-sur-Seine
- Rougemontiers
- Routot
- Saint-Aubin-sur-Quillebeuf
- Saint-Ouen-de-Thouberville
- Saint-Samson-de-la-Roque
- Sainte-Opportune-la-Mare
- Tocqueville
- La Trinité-de-Thouberville
- Trouville-la-Haule
- Valletot
- Vieux-Port